# Odd Future

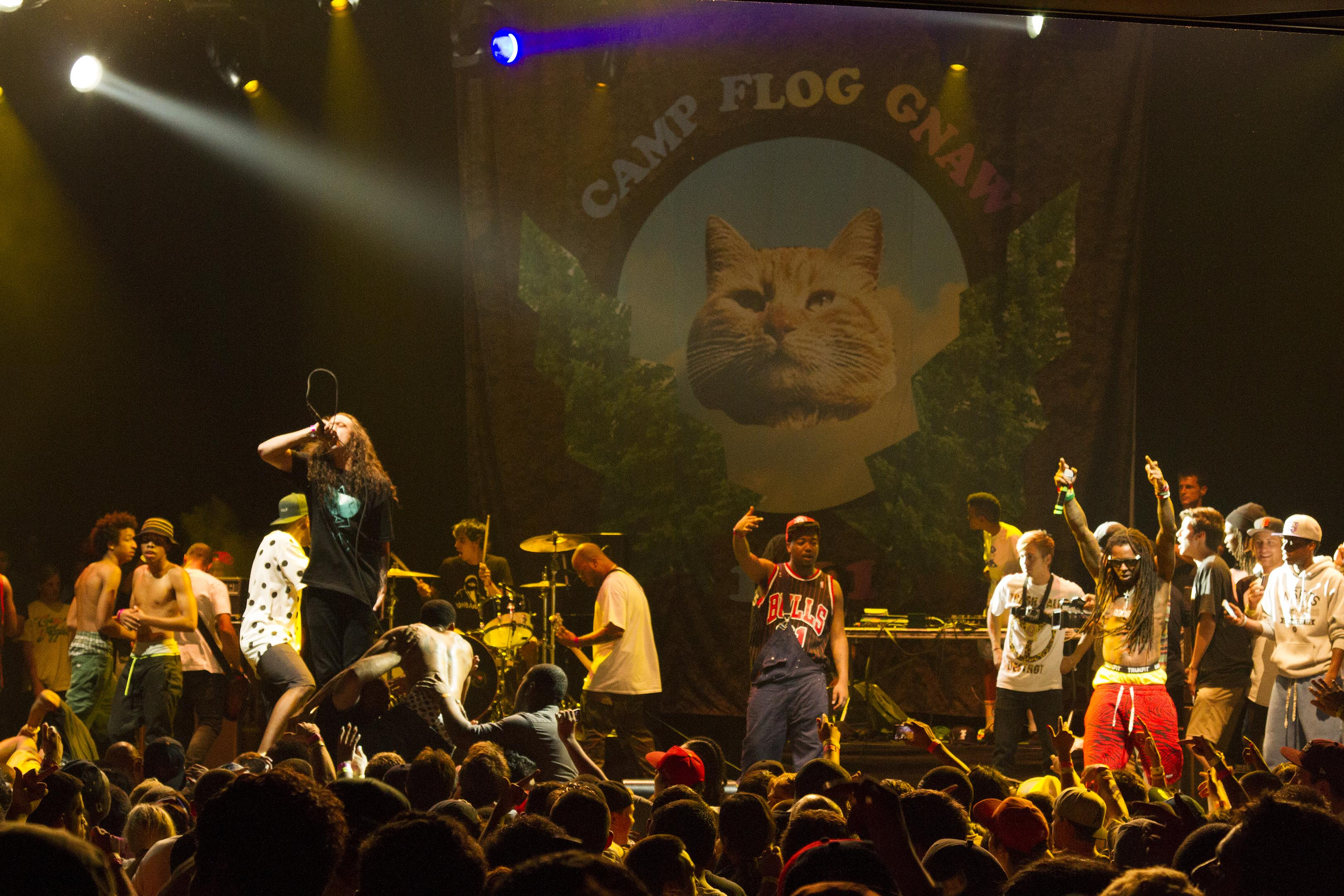

" Wolf Gang Kill Them All , cel mai des întalnit, abreviat, OFWGKTA, sau simplu Odd Future este un colectiv american de hip hop din Los Angeles, California. Colectivul este condus de către  rapperul/producăorul Tyler, The Creator și include rapperii Hodgy Beats, Earl Sweatshirt, Domo Genesis și Mike G, scriitorul cântecelor/rapperul Frank Ocean, producătorii Left Brain, Syd Tha Kyd, Matt Martians, Hal Williams și alte prezențe non-muzicale precum Jasper Dophin, Taco Bennett și Lucas Vercetti. Sunt mai multe grupuri în acest colectiv: MellowHype, The Internet, The Jet Age Of Tomorrow, EarlWolf și MellowHigh.  

## Istoria lor
2007-2009: Începerea carierei
Odd Future s-a format pe la începutul anilor 2006-2007 în Los Angeles. Membrii originali au fost fondatorul Tyler, The Creator (Tyler Okonma), Left Brain (Vyron Turner), Hodgy Beats (Gerard Damien Long), Matt Martians (Matthew Martin), Jasper Dolphin (Davon Wilson) și Casey Veggies (Casey Jones) care a apărut doar pe mixtape-ul de debut al grupului până să se implice în alte proiecte. Chiar și așa, Casey Veggies rămâne un contribuitor apropiat. Într-un moment, înainte de lansarea mixtape-ului Bastard, rapperul din Chicago, brandUnDeShay a colaborat cu grupul și a apărut pe melodia "Session", dar datorită faptului că Tyler și DeShay s-au certat, vocea lui a fost înlocuită de Mike G în "Session". Cea mai mare parte din muzica lor de la începutul carierei a fost înregistrată în camerele lui Syd the Kyd și Taco, știute ca si "Capcana", localizată în sudul central al orașului Los Angeles.